# Coroatá (kommun)
Coroatá är en kommun i Brasilien.   Den ligger i delstaten Maranhão, i den nordöstra delen av landet, 1 400 km norr om huvudstaden Brasília. Antalet invånare är 61 653.
Följande samhällen finns i Coroatá:
- Coroatá

Omgivningarna runt Coroatá är huvudsakligen savann. Runt Coroatá är det ganska glesbefolkat, med 25 invånare per kvadratkilometer.